# Liszka Dolna
Liszka Dolna – osiedle w Częstochowie pod względem administracyjnym należące do Dźbowa.
Do Częstochowy została włączona 1 stycznia 1977 roku, wcześniej należała do gminy Gnaszyn Dolny.
Znajduje się tam jednostka Ochotniczej Straży Pożarnej.

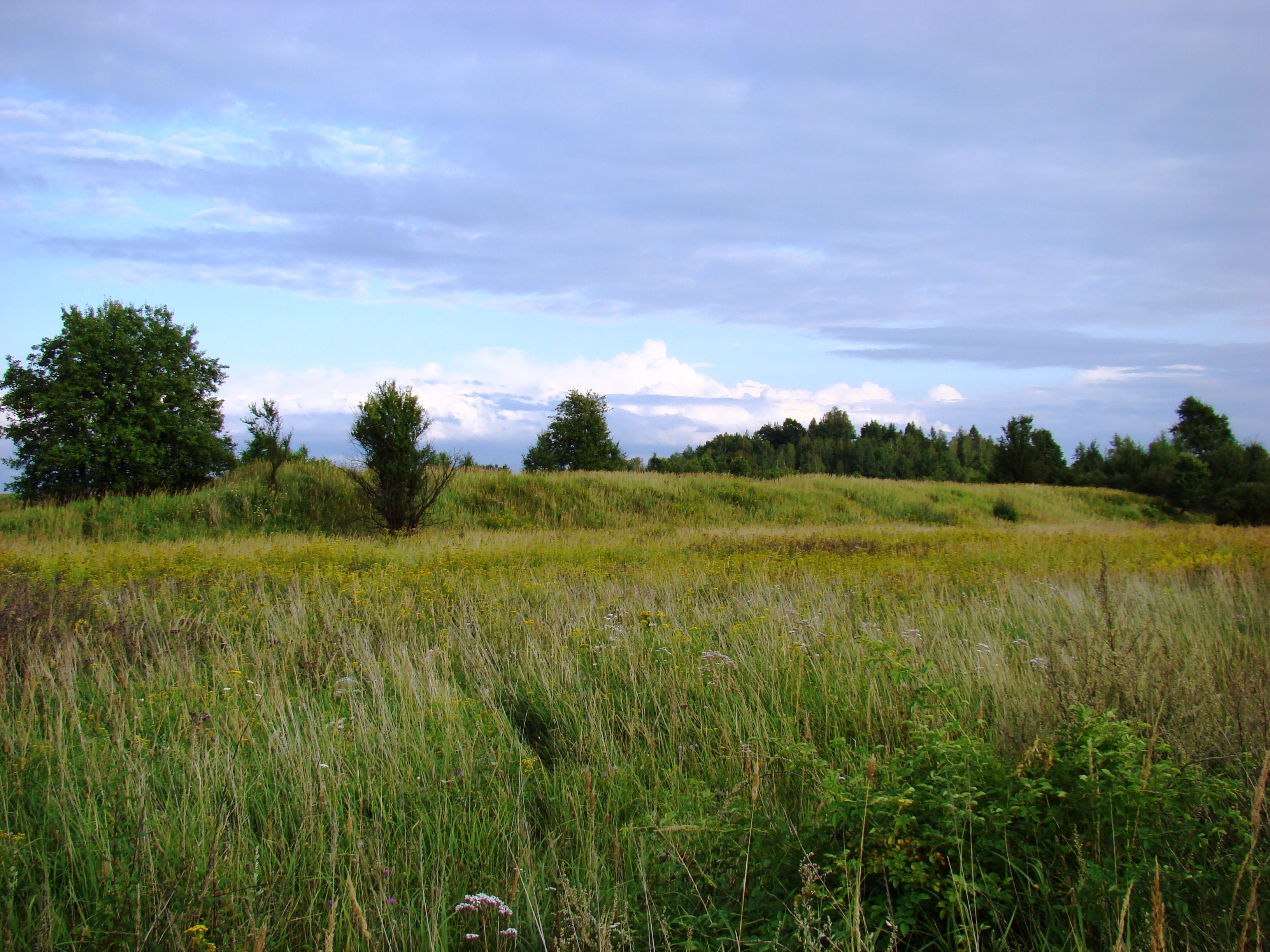
Hałda kopalni rud żelaza „Franciszek stary” w okolicach Liszki Dolnej